# 베를린 테겔 공항
베를린 테겔 공항(영어: Berlin Tegel Airport, 독일어: Flughafen Berlin-Tegel, IATA: TXL, ICAO: EDDT)은 베를린의 서부 시내에 있었던 공항으로, 베를린 도심에서 서북쪽으로 약 8 km 떨어진 곳에 위치해 있다. 전체 면적 461헥타르 중 302헥타르(66%)는 독일 연방정부가, 159헥타르(34%)는 베를린시가 보유한다. 2018년 기준 공항 운영 시간인 오전 6시부터 오후 11시까지 2분에 한 대씩 비행기가 이륙하거나 착륙했으며, 2019년 연간 이용객 수 기준으로 프랑크푸르트암마인 공항, 뮌헨 국제공항, 뒤셀도르프 국제공항에 이어 독일 4위의 국제공항이었다.
베를린 브란덴부르크 공항의 개항에 따라서 원래는 2012년 6월 2일에 폐항하려고 했으나, 개항 일정이 2020년 10월 31일까지 연기되면서 2020년 11월 8일 폐항했다. 비록 베를린 테겔 공항에 반대하는 주민투표 결과가 있었지만 구체적인 법 개정안을 명시하지 않았기 때문에 법적인 효력이 없었고 폐항은 예정대로 진행되었다. 2021년 5월까지는 민간 공항의 기능을 비상용으로 유지하다가 공항 시설물과 부지를 베를린시에 반환할 예정이다. 한편 베를린 브란덴부르크 공항의 전용기 터미널이 완공되는 2029년까지 테겔 공항 북부에서 독일 공군 소속 헬리콥터는 계속 취급할 예정이다.

## 역사

### 건설 이전
공항 부지는 융페른하이데숲의 일부였으며 프로이센 국왕의 사냥터였다. 이후 프로이센군의 대포 시험장으로 사용했다가, 20세기 초에 프로이센 제1비행선대대가 설치되면서 1906년 비행선 시험을 위한 라이니켄도르프 비행선 선착장(Luftschiffhafen Reinickendorf)과 격납고가 만들어졌다. 그로스바제나흐(Groß-Basenach) 및 파르세발(Parseval)형 비행선을 시험하였다. 제1차 세계 대전 중에는 해당 대대를 정찰 비행선 훈련소로 개편하였다. 1914년 8월 20일 격납고에 비행선 생산 시설을 설치했다. 제1차 세계 대전 종전 이후 베르사유 조약에 의해서 공군 창설이 금지되었기에 테겔 지역에서의 비행선 개발은 중단되었다.
1930년 9월 27일 루돌프 네벨(Rudolf Nebel)이 지도하는 로켓 발사 시험장(Raketenschießplatz Tegel)을 건설했다. 베르너 폰 브라운도 액체 추진 로켓 및 비행체 연구에 참여하였으나, 연구 성과가 나오면서 기밀로 취급받아서 쿠머스도르프-구트(Kummersdorf-Gut)를 거쳐서 1936년 페에네뮌데에서 연구를 계속 진행했다. 제2차 세계 대전에는 루프트바페의 대공포 시험장으로 사용되었다. 당시 로켓 연구자를 기념하는 의도로 공항 건설 이후 주 터미널에 루돌프 네벨, 헤르만 오베르트, 베르너 폰 브라운의 초상화가 전시되었다.
제2차 세계 대전 종전 후에는 연합군의 베를린 폭격으로 시설이 전소되었고 불발탄과 잔여 탄약도 여전히 숨어 있었다. 이후 주택 부족을 해결하기 위해서 해당 부지에 주택을 개발하려고 했다.

### 공수작전
소련에서 서베를린을 봉쇄했던 시기에 베를린 주둔 프랑스군, 미군, 독일 노동자에 의해서 베를린 공수작전을 원활하게 진행할 수 있도록 90일 동안 비행장을 건설했다. 봉쇄 시작 6주 후인 1948년 8월 5일부터 당시 유럽에서 가장 길었던 2428 m 규모의 활주로를 테겔 지역에 건설했고, 필요한 건물은 가건물로 건설했다. 3개월 후인 1948년 11월 5일 미국 공군 더글러스 C-54 수송기가 착륙했고 그 해 12월에 정식 비행장으로 승인되었다. 프랑스 공군 수송기가 부족했고 인도차이나 전쟁에도 사용 중이었기 때문에 미군 및 영국군 수송기가 동원되었다. 1948년 12월 16일 항공기 운항에 방해가 되었던 소련군 점령지에 있었던 베를린 라디오 방송(Berliner Rundfunk)의 테겔 송신탑을 프랑스군이 폭파시켰다.

### 민간 항공기 영업
냉전기 베를린은 연합군 점령지로 간주되었기 때문에 베를린 시내로는 미국, 영국, 프랑스 국적의 항공기만 비행할 수 있었다. 소련군은 동독 영공을 통과해서 서베를린으로 갈 수 있는 특별 항로 3곳을 지정했으며, 서방 연합군 항공사는 해당 항로로만 다녀야 했다. 초기에는 서방 연합군의 조종사와 승무원으로만 비행기를 운항해야 했으나, 1960년대 중반부터는 객실 승무원은 타 국적자에게도 제한이 풀렸다.
1960년 1월 2일 에어 프랑스가 첫 정기 민간 항공편을 운항했다. 베를린 템펠호프 공항에도 민항기는 계속 취항하고 있었으나, 활주로가 제트기에는 너무 짧았다. 1964년 5월 팬암에서 두 번째 정기 민간 항공편을 운행했고, 뉴욕 존 F. 케네디 국제공항으로 주 3회 운항했다. 당시 운항 기종은 보잉 707 및 더글러스 DC-8이었고, 템펠호프 공항 활주로가 너무 짧았기 때문에 테겔 공항으로 운항했다. 해당 항공 노선은 1971년 10월에 운항을 중단했다.
베를린 장벽 건설 중이었던 1961년 9월 14일에는 독일 공군 제32폭격기연대(Jagdbombergeschwader 32) 소속 F-84F Thunderstreak 항공기가 동독 영공에 진입하여 테겔 공항에 착륙했다.

### 발전기

테겔 공항 확장 계획과 지하철역

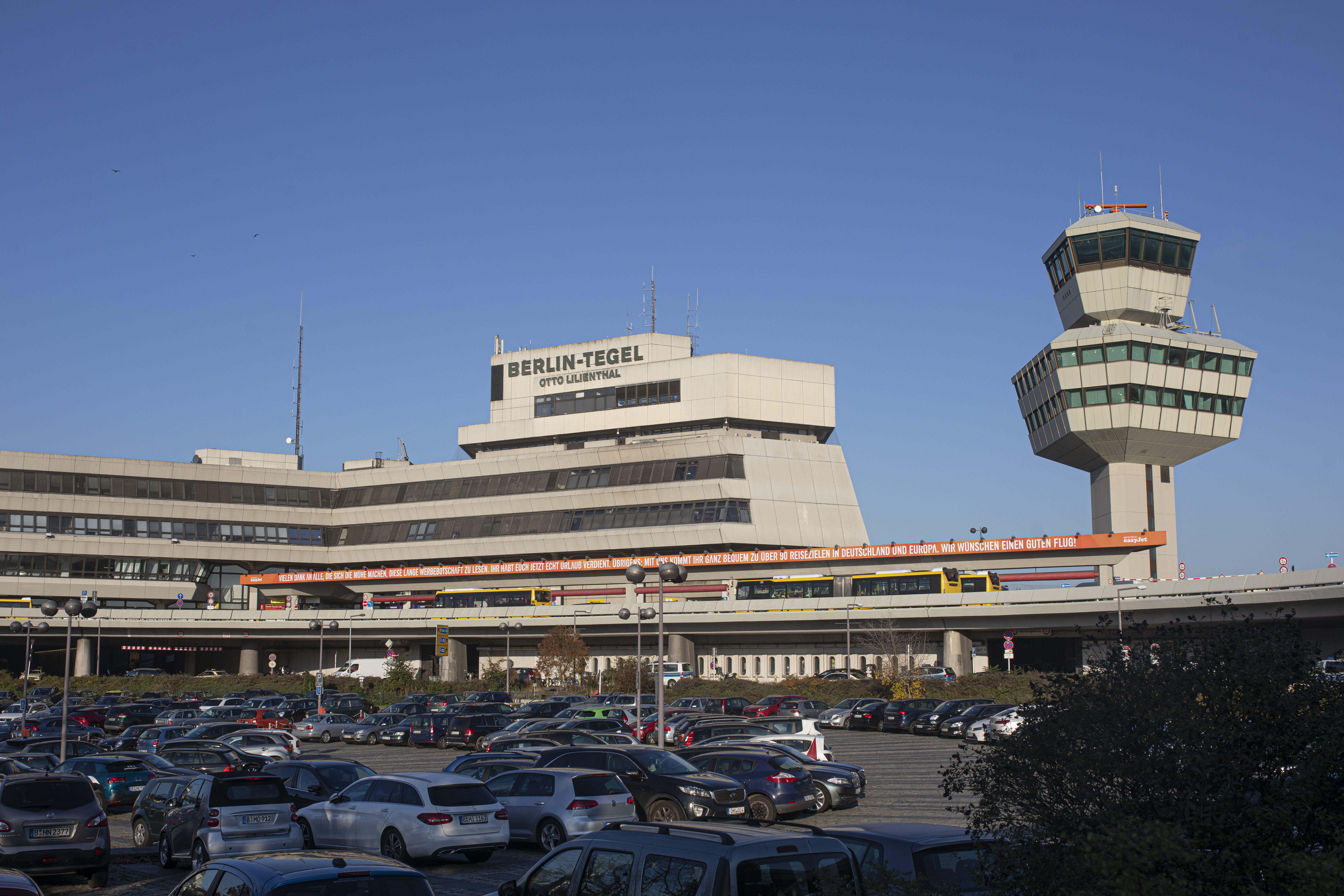
터미널 건물과 관제탑

1968년 4월 모든 차터 항공사가 템펠호프 공항의 용량 부족과 모객 능력 한계로에서 테겔 공항으로 이주했다. 이 시기에 공항 활주로 북쪽에 차터 항공사용 가건물 터미널을 건설했다. 이 시기에 영국 국적의 채널 항공(Channel Airways), 댄에어(Dan-Air), 레이커 항공(Laker Airways), 모던 에어(Modern Air) 등 신규 항공사가 취항했다. 1972년 채널 항공이 파산했고 댄에어는 채널 항공을 인수하여 테겔에 진출했다. 댄에어는 당시 테겔에서 운항하는 세 번째로 큰 항공사였으며, 영국뿐만 아니라 독일 국내선 및 유럽 내 국제선도 운항했다.
테겔 남부 청사는 1965년부터 1975년까지 공사를 진행했으며 Gerkan, Marg und Partner(gmp)에서 설계했다. 마인하르트 폰 게르칸(Meinhard von Gerkan), 폴크빈 마르그(Volkwin Marg), 클라우스 니켈스(Klaus Nickels)가 설계에 참여했다. 1969년 기공식을 가지고 1970년에 착공했으며 1972년에 상량식을 치렀다. 공항 남쪽의 육각형 터미널은 1974년 10월 23일에 완공했고 그 해 11월 1일부터 영업을 시작했다. 당시 세계 최대 광동체 여객기였던 영국항공 록히드 L-1011, 레이커 항공 맥도넬 더글러스 DC-10, 팬암 보잉 747-100, 에어 프랑스 에어버스 A300-B2 여객기가 개항에 참여했다. 첫 정규 운항편은 오전 6시에 도착하는 댄에어에서 운항한 테네리페발 테겔행 항공편이었으며 BAC 1-11 여객기를 사용했다. 주 터미널 개항 이후 활주로 북쪽에 있었던 터미널의 민간 사용이 중지되었다. 터미널 건축 비용은 4억 3000만 마르크였다. 1975년부터 테겔 공항은 서베를린의 주 공항이 되었다.
에어 베를린의 전신이었던 에어 베를린 USA는 1970년대 말부터 테겔 공항에서 운항을 시작했다. 1988년에는 유로베를린 프랑스(EuroBerlin France)가 테겔 공항을 거점으로 독일 국내선을 운항했다. 1980년 말에는 두 번째 터미널 건설 계획안이 당시 서베를린 의회를 통과하지 못했다. 역시 같이 계획되었던 U5와 연결될 지하철역도 건설되지 않았다. 공항에서 출발하여 약 2300 m 길이의 터널로 U7 융페른하이데역과 연결될 예정이었고, 융페른하이데역 쪽에는 선시공부가 존재했다.
1988년 공항 이름에 오토 릴리엔탈이 병기되었다.

### 독일 재통일 이후
1990년 10월 3일 독일 재통일 이후 베를린은 연합군 점령지 상태에서 벗어났고 베를린 영공 진입 제한도 사라졌다. 이 시기 이후에야 독일 항공사가 베를린 테겔에 취항할 수 있었다. 루프트한자는 1990년 10월 28일부터 정기 운항편을 투입했고 독일 국내선 및 런던행 항공편을 1일 12회 운항했다. 루프트한자는 과거 팬암이 테겔 공항에 가지고 있었던 게이트와 슬롯을 포함하여 Internal German Services (IGS) 사업부를 1억 5000만 달러에 인수했다. 2017년 에어 베를린이 파산하기 전까지 허브 공항으로 사용하기도 했다.
베를린 장벽 붕괴 이후 1989년부터 베를린 브란덴부르크 공항의 계획이 시작되었기 때문에 테겔 공항의 추가 확장 계획은 취소되었다. 그럼에도 불구하고 항공 수요가 늘어나면서 테겔 공항의 확장은 불가피했다. 네벨 홀(Nebelhalle) 공간에 추가 체크인 창구를 배치해서 터미널 B로 변경했고, 터미널 A 남쪽에 건물을 신축하여 터미널 D와 E로 사용했다. 터미널 A/B 동쪽에는 2006/2007년에 연간 승객 250만 명을 처리할 수 있는 추가 터미널 C를 건설했다. 2012년 6월 3일에 테겔 공항 폐항이 예정되어 있었으나, 2011년에도 승객 증가세가 계속되었기 때문에 터미널 C 확장은 계속 진행되었다.

### 폐쇄 및 재개발 계획
베를린 브란덴부르크 공항이 개항한 후 테겔 공항의 민항기 운항은 중단되고 공항 부지를 타 용도로 사용할 예정이었다. 2008년에는 테겔 공항 부지 재활용 방안을 연구할 Projektgruppe Tegel의 활동이 시작되었다. 공항 주 터미널을 설계했던 마인하르트 폰 게르칸은 환경 보호, 재생 에너지, 지속 가능한 건축의 중심으로 사용할 것을 제안했다.
2009년 9월 베를린 상공회의소에서는 산업체의 입주 수요를 조사하여 재사용 논의에 참여했다. 베를린 내각 도시개발위원은 지속 가능한 기술 개발에 부지를 사용할 것을 제안했다. 개발되지 않는 부지는 일부에는 주거지를 건설하고 숲을 포함한 자연 구역으로 보존할 예정이다.
2011년 6월 7일 베를린 시의회에서 토지 이용 계획을 수정하여 2012년부터 테겔 공항 부지 재활용을 고려하기 시작했다. 2011년 9월에는 폐항 이후 테겔 공항 부지 재개발을 담당할 Tegel Projekt GmbH가 설립되었다. 건축 설계, 도시 및 자연 개발안은 국제 공모로 선정되었다. 2013년 4월 30일 베를린 내각에서 Masterplan TXL 계획을 승인했다. 토지 이용 및 건물 신축 계획이 포함되어 있다. 테겔 공항이 폐항한 후에는 베를린 TXL - 어번 테크 리퍼블릭(Berlin TXL – The Urban Tech Republic)이라는 연구 및 산업단지를 건설할 예정이다. 스타트업, 대학교, 연구소, 사업체가 입주할 예정이다. 베를린 소방대는 테겔 공항의 부지에 소방 훈련원을 설립할 예정이며, 과거 공항 소방대, 격납고 2곳, 저유소, 사무실을 사용할 예정이다.

### 영업 지속 논의
테겔 공항 폐항에 반대하는 사람들은 테겔은 유지되어야 한다(Tegel bleibt offen) 협회를 설립하여 테겔 공항을 계속 사용할 수 있도록 주민 투표에 부칠 것을 제안했다. 독일 자유민주당 베를린지구당은 2016년 베를린 시의회 선거에서 테겔 공항 유지를 위한 주민 투표를 주 공약으로 내세웠다. 베를린 브란덴부르크 공항이 개항한다고 하더라도 예상 수요가 공항 용량에 비해서 많다는 것이 이 주장을 뒷받침하는 이유 중 하나였다. 당시 베를린 브란덴부르크 공항 최고 경영자는 쇠네펠트 공항을 포함하여 연간 3500만 명을 처리할 수 있으며, 2016년 테겔과 쇠네펠트 공항을 합친 수요인 3290만 명보다 많다고 주장했다.
2016년 4월 23,562명의 서명을 모아서 주민 투표에 필요한 최소 요건을 달성했고, 2016년 11월부터 2017년 3월까지 174,000명(유권자의 7%)이 모여야 주민 투표에 부칠 수 있었다. 총 204,000명의 유효 서명을 모아서 주민 투표 요건을 충족했다. 베를린 시의회의 당시 야당이었던 FDP 교섭단체에서는 테겔 공항 유지를 법제화하기를 시도했다. 입법 절차에서 AfD 베를린 지구당이 협력하였다. CDU 베를린 지구당에서는 베를린 시의회에서 베를린의 항공 교통을 방해한다고 주장했고, (테겔 공항 유지를 언급하지 않고) 베를린의 공항 위치에 대해서 논의해 볼 필요가 있다고 주장했다. 집권 연립여당(SPD, |Linke, Grüne)에서는 소음 공해, 법제화된 개발 계획, 계획이 실현되지 않았을 때의 경제적 및 법적 부담을 이유로 들어서 반대했다. 당시 베를린 시장 미하엘 뮐러는 2017년 4월 6일 RBB 라디오 인터뷰에서 공항 폐쇄 계획을 다시 강조했다.

2017년 테겔 공항 유지에 대한 주민 투표 용지

2017년 4월 4일 베를린 선거관리위원회에서는 주민 투표에 필요한 서명 수를 초과했음을 밝혔다. 베를린 내각과 시의회에서는 기존과 마찬가지로 테겔 공항 폐쇄 입장을 밝혔다. 주민 투표 안건에는 구체적인 법안 변경이 포함되지 않았기 때문에 법적인 효력은 없었고 정치적인 신호를 주기 위한 투표였다. 베를린 지역에서는 2017년 독일 연방의회 선거와 동시에 진행되었다. 그러나 테겔 공항 유지 측에서도 공항을 유지할 수 있는 구체적 법적 근거를 찾지는 못했다. 베를린 브란덴부르크 공항에는 테겔과 템펠호프 공항 폐항이 포함되어 있었기 때문에, 테겔 공항이 영업을 지속하면 브란덴부르크 공항 설립의 법적 근거도 흔들릴 수 있었다. 2017년 9월 24일 주민 투표 안건의 문구는 다음과 같다.
 Der Flughafen Berlin-Tegel ‚Otto-Lilienthal‘ ergänzt und entlastet den geplanten Flughafen Berlin Brandenburg ‚Willy Brandt‘ (BER). Der Berliner Senat wird aufgefordert, sofort die Schließungsabsichten aufzugeben und alle Maßnahmen einzuleiten, die erforderlich sind, um den unbefristeten Fortbetrieb des Flughafens Tegel als Verkehrsflughafen zu sichern!

 — Bekanntmachung vom 13. Juli 2017
베를린 테겔 '오토 릴리엔탈' 공항은 계획된 베를린 브란덴부르크 '빌리 브란트' 공항(BER)을 보완하게 됩니다. 베를린 내각에서는 테겔 공항의 폐항 시도를 중단하고 여객 공항으로 무기한 계속 운영할 수 있도록 준비해야 합니다!

공항 폐항에 찬성하는 테겔은 폐쇄되어야 한다!(Tegel endlich schließen!) 측에서는 최대한 빠르게 공항을 폐항할 것을 주장한다. 그 이유로는 안전, 보건, 환경 위험 및 테겔 공항 유지 시 들어가는 추가 세금을 들고 있다. 베를린 브란덴부르크 공항 개항 이후 최대 6개월 내에 테겔 공항을 폐항하는 법적인 조건을 실천할 것을 주장하고 있다.
독일 연방교통부 장관 알렉산더 도브린트(Alexander Dobrindt)는 테겔 공항의 유지를 주장했다. 한편 독일 연방 정부는 테겔 공항의 폐지를 계속 주장했다. 2017년 8월 주민 투표가 진행되는 동안 공항 운영사에서는 에버스발데 피노 비행장을 테겔의 대체 공항으로 사용할 수 있을지 다시 검토하기도 했다. 한편 브란덴부르크 공항 개항 이후에도 테겔 공항이 유지되었을 때 법적 소송 가능성에 대해서도 검토했다. 주민 투표 결과 테겔 공항 유지가 56.1% 찬성이었다.
주민 투표 결과와 관계 없이 테겔 공항을 계속 유지하려면 지분을 가지고 있는 독일 연방정부와 브란덴부르크도 동의해야 한다. 2017년 10월 독일 연방 정부와 브란덴부르크주는 베를린 브란덴부르크 공항 개항 이후 테겔 공항의 폐항을 공식화했다. 2018년 6월 베를린 시의회에서는 주민 투표의 결과를 현실화할 수 없다고 발표했다. 한편 브란덴부르크주에서 별도로 진행되었던 테겔 공항 유지를 위한 시민 운동(Brandenburg braucht Tegel)은 주민 투표에 필요한 서명 수를 충족하지 못해서 진행되지 않았다.

### 2020년 폐항
2019년 Flughafen Berlin Brandenburg GmbH 이사회에서 엥겔베르트 뤼트케 달드루프는 2020년 10월 31일 베를린 브란덴부르크 공항을 개항할 것을 밝혔다. 동시에 테겔 공항의 운항에 필요한 항공 관제 등 인력 문제로 운항을 2020년 11월 8일자로 중단할 것을 밝혔다. 테겔 공항 취항 항공사 이전은 브란덴부르크 공항 개항 후 1주일 동안 3회에 걸쳐서(10월 31일/11월 1일, 11월 3일/4일, 11월 7일/8일) 이뤄졌다. 이전 이후 테겔 공항은 브란덴부르크 공항 문제 발생 시 회항용으로 6개월간 예비용으로 유지될 예정이다. 마지막 정기 항공편은 11월 8일 파리행 에어 프랑스 항공편이다.

### 미래
공항 폐지 이후에는 뮌헨 림 공항 폐쇄 이후 메세슈타트 림(Messestadt Riem)이나 빈 아스페른 비행장(Flughafens Wien-Aspern) 폐쇄 이후의 제슈타트 아스페른(Seestadt Aspern)처럼 재개발할 예정이다. 공항 부지에는 10,000명 규모의 주택 단지를 건설하고, 기존 터미널에는 베를린 보이트 기술대학교 및 기업, 연구소 등이 입주할 예정이다. 베를린 소방대는 훈련용 시설을 설치할 예정이다.

## 연계 교통
공항 폐항 직전까지 도로 교통과만 직접적으로 연결되어 있었다. 폐항 이후 공항 부지로는 베를린 버스 109번만이 과거 공항 입구까지만 운행한다. 아우토반 111호선에 공항 방면 나들목이 있다. 해당 고속도로는 공항 활주로 아래를 터널로 통과한다. 철도 교통으로 베를린 융페른하이데역에서 U5 노선을 연장할 계획이 있었고 1965년부터 토지 이용 계획에 부지 자체는 포함되어 있었다. 1980년에 융페른하이데역에서 북쪽으로 700 m 정도 터널이 건설되었고 이 중 450 m는 2003년 7월 14일부터 베를린 소방서의 훈련 공간으로 사용 중이다. 1995년에는 테겔 공항에서 더 북쪽으로 나아가서 라이니켄도르프 지역으로 연결할 계획이 있었으나 서류상의 계획으로만 남았다. 폐항 직전까지 베를린 U반이나 S반과는 직접 연결되지 않았다.

## 통계
| 취항지                   | 공항                                      | 착륙 수 (2011년 기준) | 승객 (2010년 기준) |
| ------------------------ | ----------------------------------------- | --------------------- | ------------------ |
| 독일, 뮌헨               | 뮌헨 국제공항                             | 142                   | 1,579,993          |
| 독일, 프랑크푸르트       | 프랑크푸르트 국제공항                     | 135                   | 1,609,416          |
| 독일, 뒤셀도르프         | 뒤셀도르프 국제공항                       | 106                   | 930,194            |
| 독일, 쾰른               | 쾰른 본 공항                              | 105                   | 1,026,890          |
| 독일, 슈투트가르트       | 슈투트가르트 공항                         | 83                    | 733,553            |
| 스위스, 취리히           | 취리히 공항                               | 78                    | 800,823            |
| 영국, 런던               | 런던 히드로 공항                          | 76                    | 594,042            |
| 프랑스, 파리             | 파리 오를리 공항 파리 샤를 드 골 공항     | 62                    | 643,249            |
| 오스트리아, 빈           | 빈 국제공항                               | 58                    | 554,663            |
| 네덜란드, 암스테르담     | 스히폴 국제공항                           | 46                    | 410,048            |
| 튀르키예, 이스탄불       | 아타튀르크 국제공항 사비하 괵첸 국제공항  | 45                    | 380,122            |
| 벨기에, 브뤼셀           | 브뤼셀 공항                               | 43                    | 206,675            |
| 독일, 뉘른베르크         | 뉘른베르크 공항                           | 42                    | 313,289            |
| 덴마크, 코펜하겐         | 코펜하겐 공항                             | 38                    | 272,031            |
| 핀란드, 헬싱키           | 헬싱키 공항                               | 34                    |                    |
| 스페인, 팔마 데 마요르카 | 팔마 데 마요르카 공항                     | 30                    |                    |
| 러시아, 모스크바         | 도모데도보 국제공항 셰레메티예보 국제공항 | 28                    |                    |
| 라트비아, 리가           | 리가 국제공항                             | 27                    |                    |
| 스웨덴, 스톡홀름         | 스톡홀름 알란다 공항                      | 25                    |                    |

| 년도 | 승행       | 화물(톤) | 우편(톤) | 교통(편) |
| ---- | ---------- | -------- | -------- | -------- |
| 1991 | 6,715,402  | 13,585   | 16,002   | 120,344  |
| 1992 | 6,641,634  | 16,493   | 18,705   | 96,896   |
| 1993 | 7,000,168  | 16,060   | 17,672   | 90,750   |
| 1994 | 7,234,345  | 16,625   | 16,869   | 93,103   |
| 1995 | 8,186,512  | 17,131   | 16,229   | 112,521  |
| 1996 | 8,298,736  | 17,836   | 17,525   | 117,247  |
| 1997 | 8,622,359  | 19,043   | 16,465   | 117,495  |
| 1998 | 8,810,476  | 15,183   | 15,639   | 115,092  |
| 1999 | 9,543,437  | 15,349   | 15,887   | 118,188  |
| 2000 | 10,268,325 | 17,096   | 26,792   | 127,668  |
| 2001 | 9,863,870  | 17,578   | 15,977   | 125,484  |
| 2002 | 9,055,002  | 13,787   | 14,258   | 111,334  |
| 2003 | 11,055,303 | 12,800   | 4,665    | 134,395  |
| 2004 | 11,014,062 | 12,009   | 8,044    | 131,875  |
| 2005 | 11,500,454 | 11,246   | 3,125    | 137,288  |
| 2006 | 11,787,960 | 13,490   | 5,522    | 134,322  |
| 2007 | 13,510,188 | 14,830   | 4,823    | 145,423  |
| 2008 | 14,486,610 | 28,427   | 5,142    | 161,237  |
| 2009 | 14,180,237 | 18,842   | 2,651    | 156,262  |
| 2010 | 15,025,600 | 22,117   | 5,656    | 158,570  |

## 같이 보기
- 베를린 브란덴부르크 공항
- 베를린 템펠호프 공항
- 베를린 쇠네펠트 공항